# Max Gütermann
Max Gütermann (* 12. Oktober 1828 in Redwitz an der Rodach; † 30. August 1895 in Freiburg im Breisgau) war ein österreichisch-schweizerischer Nähseidenfabrikant und Gründer des gleichnamigen Textil-Unternehmens Gütermann.

## Familiengeschichte

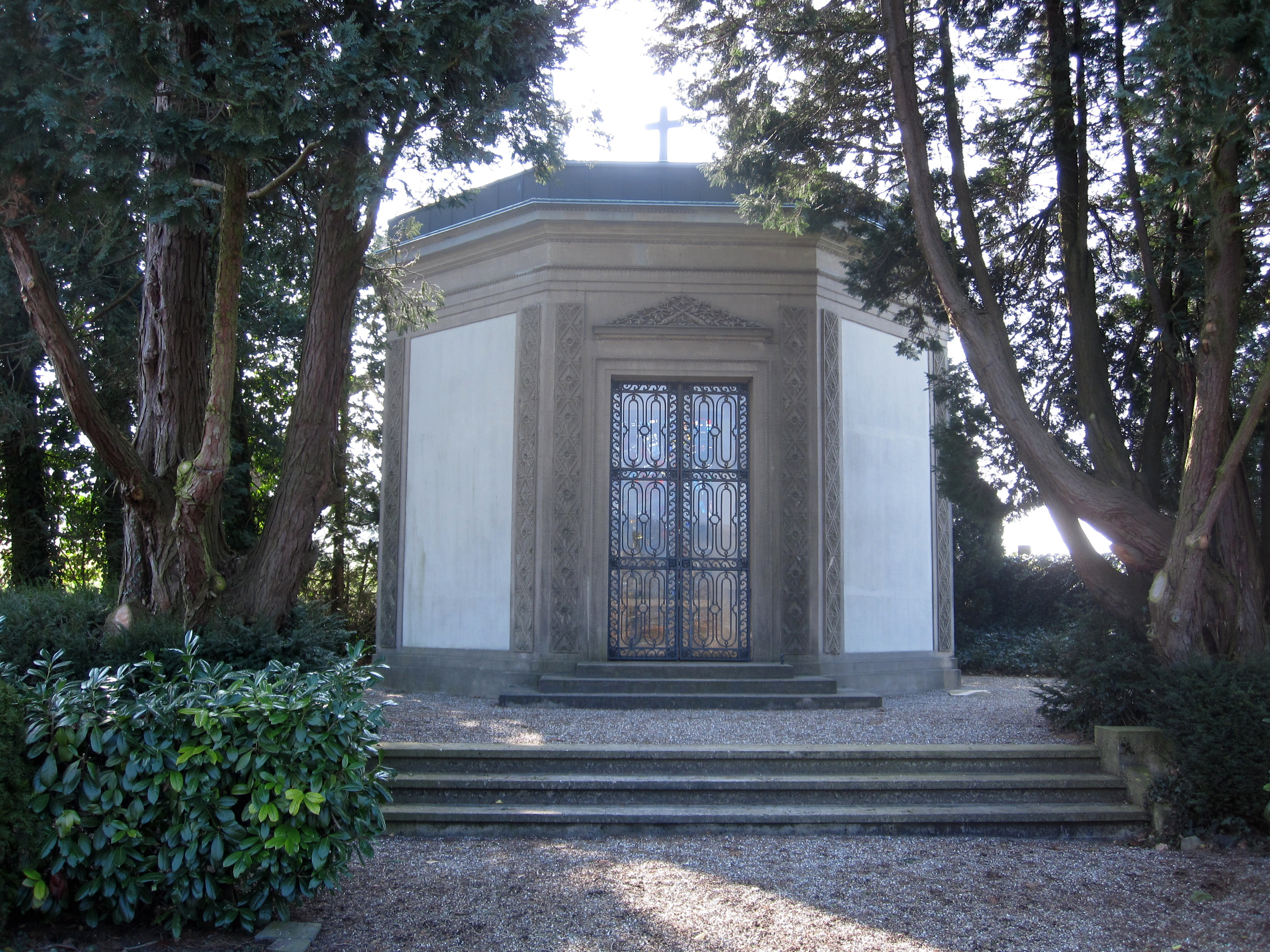
Kolumbarium Gütermann in Gutach (Breisgau)

Max Gütermann wurde im Königreich Bayern geboren und entstammte einer wohlhabenden, angesehenen und schon seit Generationen im Textilhandel tätigen fränkisch-jüdischen Familie. Nach seinem Schulabschluss mit 14 Jahren zog er zu Verwandten nach Wien, um dort eine Lehre zum Seidenhändler zu absolvieren. Anschließend arbeitete er als erfolgreicher Händler, Importeur und Exporteur in einem Wiener Seidenhandelshaus.
Im Jahr 1854 erhielt Max Gütermann die österreichische Staatsbürgerschaft und heiratete kurz darauf Sophie Kohn-Mayer aus Lichtenfels. In Wien bekam das Ehepaar zwischen 1855 und 1866 sechs Söhne sowie drei Töchter und ließ seine Kinder nach Helvetischem Bekenntnis in der Wiener Stadtkirche evangelisch-reformiert taufen.
Da Nähseide zu dieser Zeit vor allem in Oberitalien produziert wurde und Österreich die Lombardei 1859 verlor, machte sich Gütermann 1864 mit dem Ziel einer eigenen Produktionsstätte selbständig. Die Suche nach einem geeigneten Standort führte ihn zunächst in die Schweiz, bevor er schließlich in der südbadischen Dorfgemeinde Gutach im Breisgau fündig wurde. Einen großen Standortvorteil sah der junge Textilkaufmann in dem klaren und weichen Wasser der Elz, welches sich besonders gut zum Färben der Nähseide eignete.
Zusammen mit den neun Kindern Fanny, Carl, Julius, Alexander, Ludwig, Emma, Rudolf, Minna und Eugen zog die Familie im Frühjahr 1868 aus der Schweiz nach Gutach ins Großherzogtum Baden. 1870 verstarb Sophie Gütermann im Alter von 38 Jahren. Auch die Kinder Emma, Minna und Eugen starben früh. Über ihre verbliebenen sechs Kinder hatten Max und Sophie 30 Enkel, 54 Urenkel, 118 Ururenkel und weit über 200 Urururenkel. Inzwischen gibt es Nachkommen in der achten Generation.
Das Wirken der Familie Gütermann ist eng mit der Geschichte der 1864 gegründeten Nähseidenfabrik und dem Aufstieg der europäischen Seidenindustrie verbunden. Zahlreiche betriebliche wie auch private Bauwerke zeugen von der Schaffenskraft der Familie und prägen bis heute das Ortsbild der Gemeinde Gutach. Ferner lassen sich auch Gebäude in Norditalien (Perosa Argentina) und Oberösterreich (Steinbach am Attersee) der Familie zuordnen.
Aufgrund der Verbindung zwischen erfolgreicher Geschäftsführung und außergewöhnlichem sozialen Engagement wurden die in Gutach wirkenden Söhne Alexander Gütermann zum Kommerzienrat, Julius Gütermann zum Ritter des Zähringer Löwenordens (I. Klasse) und Ludwig Gütermann zum Ehrensenator der Technischen Hochschule Karlsruhe ernannt. Die Söhne Carl und Rudolf Gütermann leiteten die Zweigstellen in Wien, Perosa und Zürich bzw. Buochs.
Die Familie gehörte darüber hinaus zu den ersten Besitzern eines Benz Victoria – dem ersten vierrädrigen Fahrzeug von Benz & Cie. Alexander Gütermann erwarb das Fahrzeug im Juli 1894 persönlich von Carl Benz in Mannheim und überführte den Motorwagen eigenhändig in das 200 km entfernte Gutach.
1924 legte die Familie in Gutach den heute zweitältesten Golfplatz Baden-Württembergs an. Das dazugehörige Clubhaus wurde 1937 nach den Plänen des Architekten Ernst Petersen erbaut.
Zur Neugründung 1957 gehörte Enkel Richard C. Gütermann dem Aufsichtsrat der Deutschen Bank AG in Frankfurt a. M. an. Im gleichen Jahr wurde ebendieser auch zum Ehrensenator der Albert-Ludwigs-Universität Freiburg berufen.
Als Familienmitglied wurde auch Urenkelin Anita Gütermann (* 2. Oktober 1917; † 16. Februar 2015) bekannt, die von 1942 bis 1958 in zweiter Ehe mit dem österreichischen Dirigenten Herbert von Karajan verheiratet war. Ein weiterer Urenkel war der Rostocker Schiffbauingenieur und Hochschullehrer Karl-Theodor Braun.